# Большинство (спорт)
Большинство (игра в большинстве) — термин, используемый в различных спортивных играх. Наибольшее значение данный компонент игры имеет в хоккее с шайбой, поскольку в этой игре удаление игрока с поля коренным образом меняет распределение сил и тактический рисунок игры. Во множестве других игр, таких, как футбол, регби и пр., удаление одного игрока с поля не влияет на рисунок игры столь заметным образом, вследствие чего данный термин превращается в простую констатацию факта.
В хоккее команда играет в большинстве в случае, если как минимум один игрок противника получил наказание, и, соответственно, команда получила численное преимущество на льду.